# Jose Maria Tuduri Esnal
Jose Maria Tuduri Esnal (Tolosa, Guipúscoa, 1949 –) és un director i guionista de cinema basc. La seva obra ha estat molt lligada a la seva afició: el segle XIX i les Guerra Carlines.

## Producció cinematogràfica

### Com a director
- Karlistadaren kronika 1872-1876, 'Crònica de la Guerra Carlina 1872-1876' (1988, en èuscar i castellà).[2]
- Santa Cruz, el cura guerrillero 'Santa Cruz, el sacerdot guerriller' (1990, en castellà).[1]
- La fièvre monte à El Pao, (1993, junt amb Manolo Matji), per a televisió.
- El batallón Gernika-Vascos en la 2ª Guerra Mundial 'El batalló Gernika-Basc a la Segona Guerra Mundial' (1996, en castellà).

### Guionista
- Crònica de la Guerra Carlina 1872-1876, (1988)
- Santa Cruz, el sacerdot guerriller, (1990)
- Les muntanyes de ferro (1993)